# Luwsandordżijn Törtogtoch
Luwsandordżijn Törtogtoch (mong. Лувсандоржийн Төртогтох; ur. 31 lipca 1990) – mongolski zapaśnik walczący w stylu wolnym. Zajął piąte miejsce na mistrzostwach świata w 2018 i na mistrzostwach Azji w 2018. Szósty w Pucharze Świata w 2018 i 2019 roku.
Zawodnik Saint Benedict’s Preparatory School z Newark i The Citadel z Charleston. Szósty w All-American w NCAA Division I w 2014 roku.